# Matthiasgroschen
Matthiasgroschen, Matthier oder Mattier ist die Bezeichnung für verschiedene norddeutsche Groschenmünzen des 15. bis 18. Jahrhunderts.
Im Zuge der langanhaltenden Münzverschlechterung des Pfennigs und des Aufkommens größerer Nominale wurde 1410 in einem Vertrag zwischen der Stadt Goslar und dem Bischof Johann III. von Hildesheim die Prägung eines Gemeinschaftsgroschens beschlossen; dieser zeigte auf der einen Seite den Hildesheimer Stiftsschild und das Hoyaer Wappen des Bischofs, auf der anderen Seite den hl. Matthias. Auch einseitige Pfennige, Brakteaten, entstanden mit dem Matthiasbild. Ab 1496 wurde von der Stadt Goslar der eigentliche Matthiasgroschen geprägt, der auf der Vorderseite den Goslarer Adler, auf der Rückseite den hl. Matthias mit Schwert und Buch zeigte. Andere Staaten brachten zahlreiche Nachprägungen heraus, die allerdings auch durch schlechteres Legieren entwertet wurden. Durch die weite Verbreitung der Matthiasgroschen hielt sich ihr Name lange, auch wenn sie das Bild des Heiligen nicht mehr trugen, ähnlich wie später bei den Mariengroschen.
Mattier-Prägungen aus den Jahren 1624 und 1629 unter Friedrich Ulrich von Braunschweig-Wolfenbüttel zeigen nicht mehr das Bild des Heiligen, sondern nur die Wertbezeichnung „EIN MATIER“.

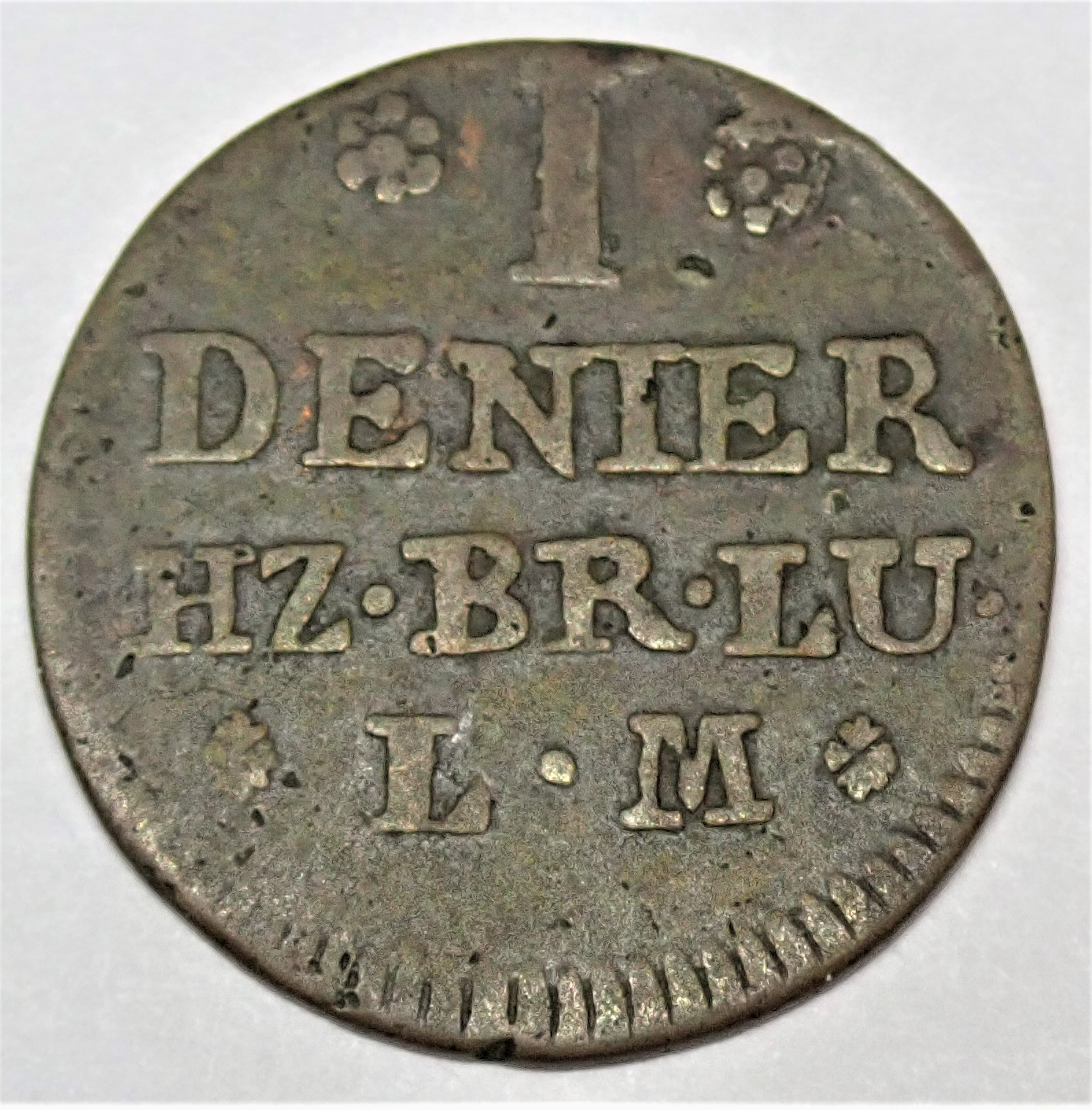
1 Denier = 1/13 Matthiasgroschen aus Braunschweig-Wolfenbüttel für Zahlungsverkehr mit frz. Besatzungstruppen

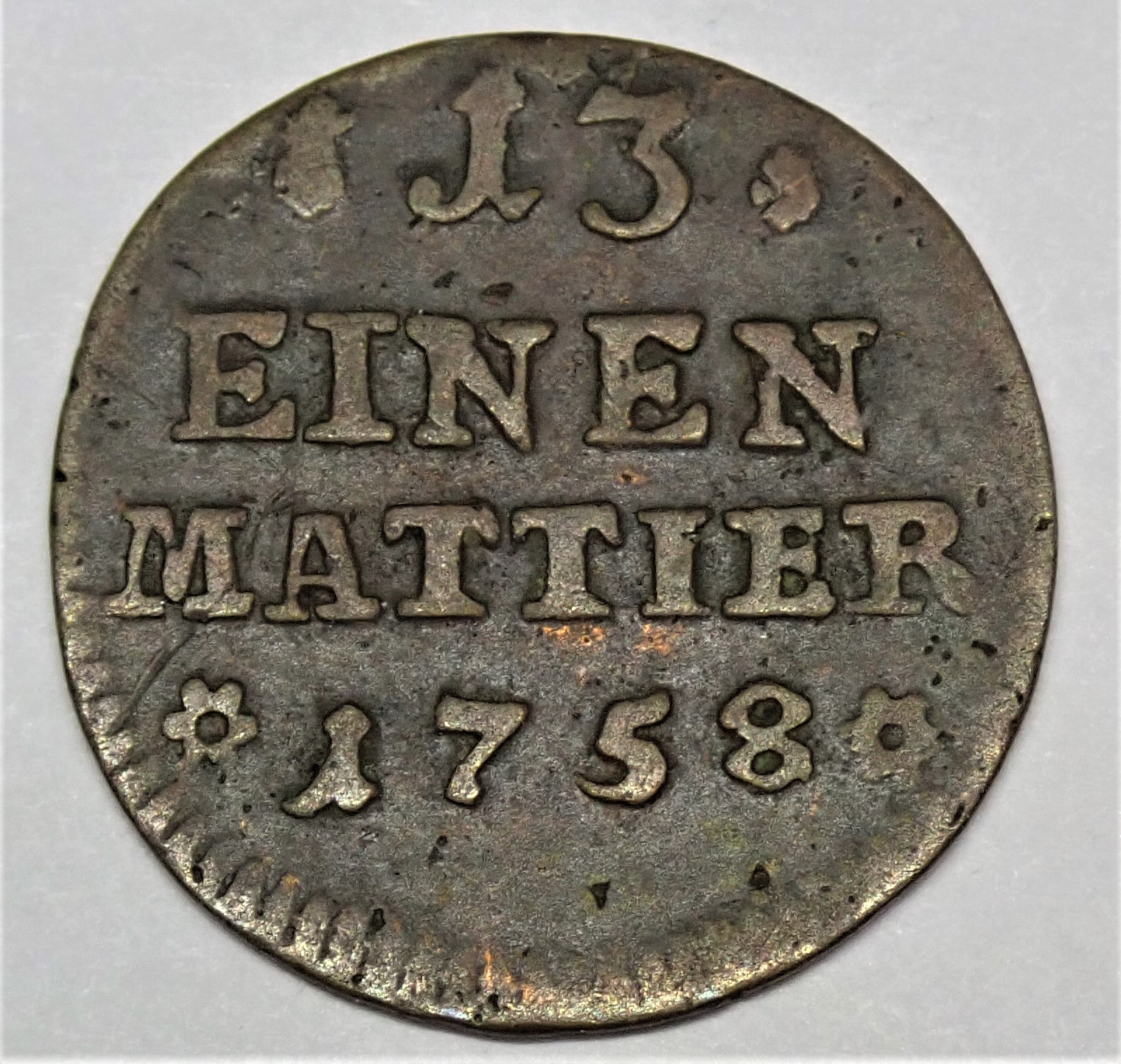
Revers des 1 Deniers von 1758

Kurfürst Friedrich Wilhelm von Brandenburg (1640–1688) ließ Mattier für Ravensburg schlagen. Ferner gab es 1675 unter Johann Friedrich von Calenberg einen Mattier im Wert von 4 Pfenning mit Monogramm auf der Vorderseite und Wertangabe auf der Rückseite.
Letztmals trat die Bezeichnung Mattier auf kupfernen Denier-Münzen auf, die 1758 während des Siebenjährigen Kriegs von der französischen Besatzungsarmee in der Braunschweiger Münze geprägt wurden. Sie trugen auf der einen Seite die Bezeichnung „1 DENIER“, auf der anderen „13 EINEN MATTIER“.